# Холмовское Лесничество
Холмовское Лесничество — поселок в Трубчевском районе Брянской области в составе Белоберезковского городского поселения.

## География
Находится в южной части Брянской области у северной окраины посёлка Белая Берёзка, на левом берегу Десны.

## История
Упоминается с 1920-х годов как урочище Холмы. На карте 1941 года поселок отмечен как хутор Холмы с 11 дворами. Ныне имеет дачный характер.

## Население
| 2010 | 2021 |
| ---- | ---- |
| 0    | →0   |

Численность населения: 25 человек (1926), 0 как в 2002 году, так и в 2010.